# Solmisation
Solmisation (ibland solmisering) är att namnge tonerna i en durskala eller diatonisk skala med stavelser ämnade att uttala och sjunga. I europeisk musik introducerades tekniken i början 1000-talet av Guido av Arezzo, genom hans namngivning av hexakorden. Den vanligaste formen för namngivning av toner är
1. do (ursprungligen ut)
2. re
3. mi
4. fa
5. sol
6. la
7. ti (ibland si)

| I denna artikel     |
| används tonnamnen   |
| B♭ och H.           |
| Se olika skrivsätt. |

vilka betecknade skalans sex första toner (c, d, e, f, g och a). På 1500-talet tillkom stavelse si för den sjunde tonen (h). Stavelse ut utbyts ofta mot do. I vår tid används tonstavelserna i de flesta musikpedagogiska system, till exempel tonic sol-fa, tonika-do och Jaques-Dalcrozes solfège.
I andra kulturers musik, till exempel den indiska, har man på liknande sätt infört en egen solmisering som märks i musikformen raga.